# Solenanthus formosus
Solenanthus formosus är en strävbladig växtart som beskrevs av R. Mill. Solenanthus formosus ingår i släktet Solenanthus och familjen strävbladiga växter. Inga underarter finns listade i Catalogue of Life.